# Liste der Kulturdenkmäler in Lichtenborn
In der Liste der Kulturdenkmäler in Lichtenborn sind alle Kulturdenkmäler der rheinland-pfälzischen Ortsgemeinde Lichtenborn einschließlich der Ortsteile Kopscheid und Stalbach aufgeführt. Grundlage ist die Denkmalliste des Landes Rheinland-Pfalz (Stand: 27. Juni 2022).

## Einzeldenkmäler
| Bezeichnung                           | Lage                                            | Baujahr | Beschreibung | Bild                           |
| ------------------------------------- | ----------------------------------------------- | ------- | --- | ------------------------------ |
| Wegekreuz                             | Kopscheid, gegenüber Nr. 13 Lage                | 1813    | Schaftkreuz, bezeichnet 1813 | BW                             |
| Wegekreuz                             | Kopscheid, westlich des Ortes an der K 122 Lage | 1836    | nachbarockes Sockelkreuz, 1836 | BW                             |
| Wegekreuz                             | Lichtenborn, Hauptstraße, Ecke Im Bungert Lage  | 1763    | hohes reliefiertes Schaftkreuz, ehemals bezeichnet 1763 | weitere Bilder Fotos hochladen |
| Wohnhaus                              | Lichtenborn, Schulstraße 5 Lage                 | um 1780 | Wohnhaus, um 1780, Erweiterung wohl um 1880 | BW                             |
| Katholische Pfarrkirche St. Servatius | Lichtenborn, Schulstraße 7 Lage                 | 1895–97 | neugotischer Saalbau mit Anbauten seitlich des Chors, 1895–97, Architekt Lambert von Fisenne, Gelsenkirchen; mit Ausstattung; auf dem Kirchhof aufwändiges Kirchhofskreuz, vor 1900; kleine Grabkreuze, 19. Jahrhundert, und Pfarrergrabstein, Schiefer, um 1814; Kreuzigungsbildstock, bezeichnet 1788 | weitere Bilder Fotos hochladen |
| Portal                                | Lichtenborn, Stalbacher Straße, an Nr. 1 Lage   | 1777    | barockes Oberlichtportal, bezeichnet 1777 | BW                             |
| Wegekreuz                             | Lichtenborn, Stalbacher Straße, bei Nr. 5 Lage  | 1788    | hohes reliefiertes Schaftkreuz, bezeichnet 1788 | BW                             |
| Portal                                | Stalbach, an Nr. 4 Lage                         | 1765    | barockes Oberlichtportal, bezeichnet 1765 | BW                             |